# Хофкенс, Вим
Вилхе́лмюс «Вим» Хо́фкенс (нидерл. Wilhelmus "Wim" Hofkens; род. 27 марта 1958, Маде) — нидерландский футболист, выступавший на позициях защитника и полузащитника.

## Карьера

### Клубная карьера
Во взрослом футболе дебютировал в 1974 году в клубе «Виллем II», где провёл два сезона своей игровой карьеры, после чего перешёл в бельгийский клуб «Беверен».
За «Баверен» выступал до 1980 года, став в сезоне 1978/79 чемпионом Бельгии. В 1980 году подписал контракт с другим бельгийским клубом «Андерлехт». Вместе с командой вновь смог завоевать титул чемпиона страны, а в сезоне 1982/83 стал обладателем Кубка УЕФА.
В 1985 году ненадолго перешёл в «Беерсхот», после чего стал игроком клуба «Мехелен». В 1988 году в составе команды завоевал Кубок обладателей кубков и Суперкубок УЕФА.
С 1991 по 1992 год выступал за «Кортрейк». Завершил карьеру футболиста в 1993 году в нидерландском клубе "АЗ.

### Карьера в сборной
В 1983 году дебютировал в официальных матчах в составе национальной сборной Нидерландов. На протяжении всей своей карьеры в команде, продолжавшейся шесть лет, принял участие в восьми матчах, не забив ни одного гола.

## Достижения
«Беверен»
- Чемпион Бельгии: 1978/79
- Обладатель Кубка Бельгии: 1977/78
- Обладатель Суперкубка Бельгии: 1979

«Андерлехт»
- Чемпион Бельгии: 1980/81, 1984/85
- Обладатель Кубка УЕФА: 1982/83

«Мехелен»
- Чемпион Бельгии: 1988/89[2]
- Обладатель Кубка Бельгии: 1986/86[3]
- Обладатель Кубка обладателей кубков УЕФА: 1987/88
- Обладатель Суперкубка УЕФА: 1988
- Победитель Амстердамского турнира: 1989[4]
- Обладатель Кубка Жоана Гампера: 1989[5]